# San Andrés de Llinares
San Andrés de Llinares (Linares en castellà) és una parròquia del conceyu asturià de Samartín del Rei Aurelio. Té una població de 9273 habitants (INE, 2006) i ocupa una extensió de 10,68 km². Es troba a 3,8 quilòmetres de la capital del concejo.
El seu temple parroquial està dedicat a Andreu apòstol

## Pobles
| - L'Abunión - L'Acebal - L'Arbixil - L'Argustín - L'Artosa - La Bilortera - La Bornaína - Los Bornaones - La Cabaña - La Cabañina - El Cabañucu - La Campa l'Abeduriu - La Cantera - Los Carbazales - Carrocera - La Caseta - Castañera - La Central - Ciñera - El Colláu - La Corca - Los Corrales - Cotariella - L'Escobiu | - La Fayona - La Figar - Los Fornos - Fresnu - Gollano - La Granxa - Llaneces - La Llaniella - Llantero - Llagos - La Llave - La Lloseta - Llugarín de Baxo - Llugarín de Riba - El Mayáu Solís - Meruxeo - La Nespral - La Nual - L'Otariellu - Paniceres - Pelunegru - Perlá - Pipe | - La Polaúra - La Pontona - Pumarabín - Pumarín - La Rebollá - El Rebollal - Los Rebollos - La Revenga - Les Roces - La Rotella - Rozá - San Vicente - Sorriego - El Sotón - El Trabanquín - La Traviesa - Valles - Valleya - La Vallina - La Venta l'Aire - La Viña - Vistalegre - La Xuliana |